# Баржак (Арјеж)
Баржак (фр. Barjac) насеље је и општина у јужној Француској у региону Миди Пирене, у департману Арјеж која припада префектури Сен Жирон.
По подацима из 2011. године у општини је живело 34 становника, а густина насељености је износила 12,23 становника/km². Општина се простире на површини од 2,78 km². Налази се на средњој надморској висини од 466 метара (максималној 603 m, а минималној 404 m).

## Демографија
| 1962. | 1968. | 1975. | 1982. | 1990. | 1999. | 2011. |
| ----- | ----- | ----- | ----- | ----- | ----- | ----- |
| 26    | 30    | 26    | 29    | 29    | 42    | 34    |

График промене броја становника у току последњих година